# Eudendrium japonicum
Eudendrium japonicum är en nässeldjursart som beskrevs av Yamada 1954. Eudendrium japonicum ingår i släktet Eudendrium och familjen Eudendriidae. Inga underarter finns listade i Catalogue of Life.